# Taeniosea discivaria
Taeniosea discivaria är en fjärilsart som beskrevs av Walker 1856. Taeniosea discivaria ingår i släktet Taeniosea och familjen nattflyn. Inga underarter finns listade i Catalogue of Life.